# Мінімальний інтервал зльоту

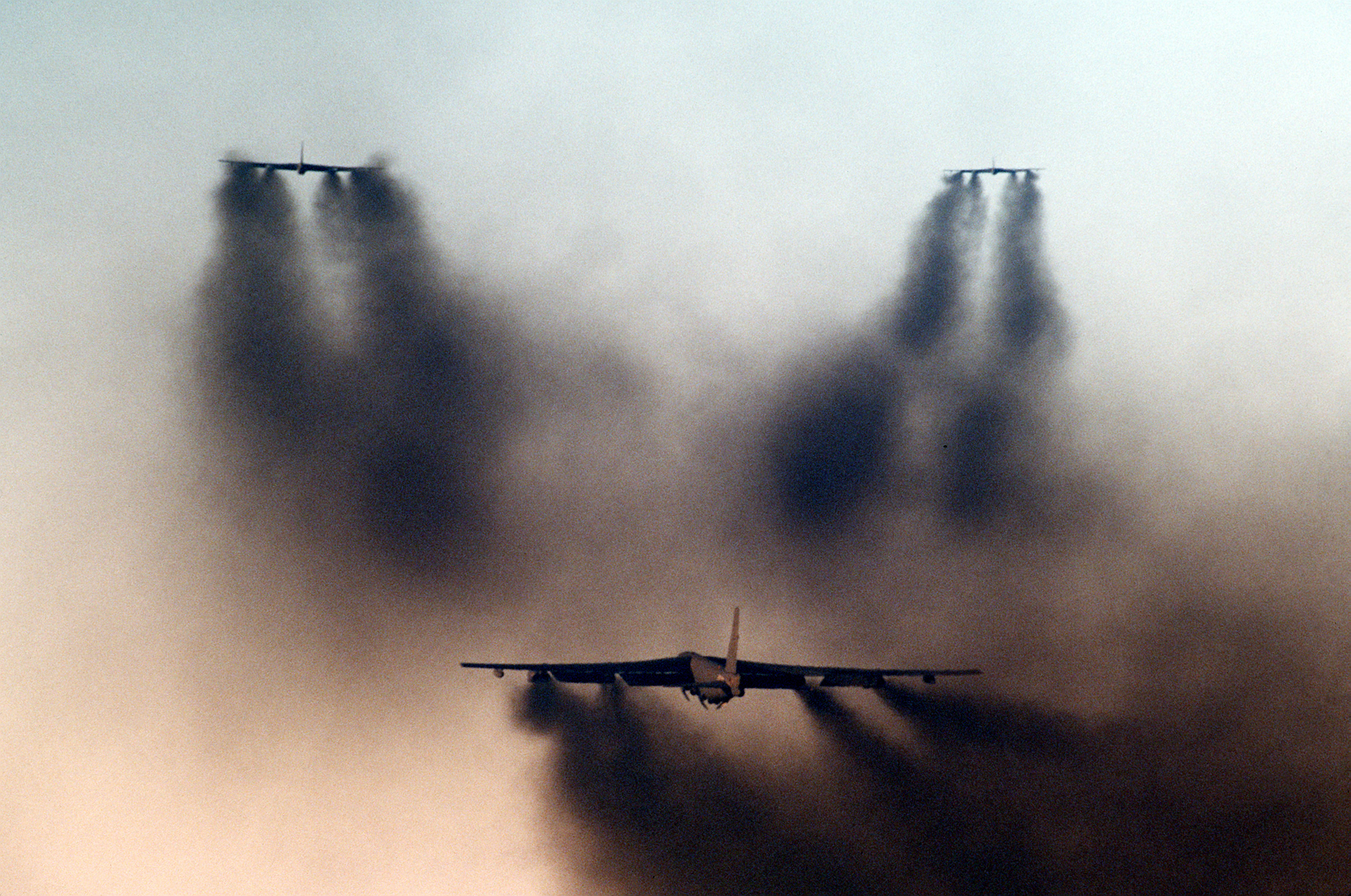
Три Boeing B-52 Stratofortress ВПС США злітають з мінімальним інтервалом зльоту на базі військово-повітряних сил Барксдейл (1986)

Мінімальний інтервал зльоту (англ. Minimum Interval Takeoff) — методика термінового зльоту всіх наявних на військово-повітряній базі бомбардувальників і літаків-заправників з інтервалом від дванадцяти до п'ятнадцяти секунд, що практикується у Військово-повітряних силах США. Її призначення — запуск максимального числа літаків у мінімально можливий час, перш ніж база зазнає ядерного удару, який би знищив усі повітряні судна, що лишилися на землі.
Хоча така практика спрямована на ефективний зліт літаків так швидко, як це можливо, вона досить ризикована. Зліт літака в повітряному потоці іншої авіаційної техніки у такі короткі проміжки часу може призвести до раптових підйомів вгору чи вниз, що може спричинити до його перевертання. Щонайменше, один літак розбився на зльоті через таку турбулентність.

## Опис
Метод мінімального інтервалу зльоту був розроблений у ВПС США для того, щоб флот бомбардувальників здійнявся в повітря протягом п'ятнадцяти хвилин після сигналу ракетного нападу, тобто до того, як бази будуть знищені. Незважаючи на те, що ця тактика з'явилася під час Другої світової війни, найбільш поширеною вона стала під час холодної війни.

## Тактичне використання
Стратегічне повітряне командування часто практикувало такі навчання тому, що вони повинні були підняти в повітря максимальну кількість літаків в найкоротші терміни. Так можна було б запобігти можливому знищенню баз внаслідок ядерного удару. У теорії, вся процедура повинна була проходити якомога швидше. Це означало, що літаки-бомбардувальники мали злітати з інтервалом 12 секунд, а паливозаправники — з інтервалом 15 секунд. Через невелике стартове вікно під час розбігу і початкового набору висоти літакам довелося проходити через зону турбулентності, створену попереднім літаком. Впорскування води у двигуни J57 дає додаткову потужність для зльоту, але в результаті велика кількість палива згорає не повністю, через що виробляється велика кількість чорного диму, через який наступному літаку також доводиться проходити, щоб злетіти успішно. J57 був встановлений на всіх B-52, за винятком Н-моделі. Як правило, дозвіл на зліт запитувався з борту повітряного судна, як тільки літак перед ним уже стояв на смузі.
На базі Pease Air Force Base було запропоновано запускати літаки з протилежних сторін злітно-посадкової смуги з 7,5 секундними інтервалами, в два рази швидше від звичайного МІЗ.

## Інциденти
Вранці 16 грудня 1982 Boeing B-52 Stratofortress з 328-ї бомбардувальної ескадрильї 93-го бомбардувального крила бази ВВС Castle, що у Каліфорнії, розбився під час виконання МІЗ. Всі 9 членів екіпажу загинули. Літак, на борту якого було близько 130 тонн палива, розбився приблизно в двох з половиною кілометрах від бази, що спричинило виникнення вогняної кулі близько 75 метрів у діаметрі. В результаті аварії залишився шлях з палаючих уламків довжиною майже 400 метрів, загинули троє коней, а також чотири людини отруїлися через вдихання диму. Причиною катастрофи стали невдалі спроби екіпажу уникнути потоку турбулентності від попереднього літака. Ця трагедія продемонструвала, що запуск літаків так близько один до одного невід'ємно пов'язаний з великим ризиком.
Інцидент «Зламана стріла» стався 8 грудня 1964 року на резервній повітряній базі Гріссом, штат Індіана, коли літак B-58 «Хастлер» з шістьма ядерними зарядами на борту зазнав катастрофи під час невдалого приземлення. Це призвело до розриву елемента двигуна, у якому містилось паливо JP-4, внаслідок чого вогонь негайно перекинувся на літак. Пілот та оператор оборонних систем пережили пожежу і успішно залишили літак, а навігатор катапультувався, але все ж таки загинув. У результаті, вогонь знищив літак і деякі ядерні заряди, внаслідок чого відбулося радіаційне забруднення в безпосередній близькості від місця катастрофи.

## Поп-культура
Існує сцена з фільму Скупчення орлів, під час якої полковники Джеймс Колдуелл (його грає Рок Хадсон) і Холліс Фарр (у виконанні Рода Тейлора) стоять за кілька тисяч футів від злітно-посадкової смуги бази військово-повітряних сил Касл, і дивляться як Боїнги B-52 «Стратофортресси» злітають з інтервалом у п'ятнадцять секунд.